# Udabnopithecus garedziensis
Udabnopithecus garedziensis je druh vyhynulých hominidů, žijících v pozdním miocénu (před 8,5 - 9 miliony let) na území dnešní Gruzie. V rodu Udabnopithecus je pouze jediný druh. Doložen je dosud jen zlomkem horní čelisti a dvěma silně opotřebenými zuby, které byly zachyceny již před polovinou 20. století na lokalitě Udabno.
Vzhledem k malému množství nálezů i jejich fragmentárnosti je velmi obtížné určit taxonomickou a fylogenetickou pozici rodu Udabnopithecus. Podle morfologie zubů má velmi blízko k rodu Dryopithecus a často se dokonce předpokládá, že je s některým druhem rodu Dryopithecus totožný (nejvíce je zmiňován druh Dryopithecus brancoi). Bez kvalitnějích nálezů to ovšem nelze jednoznačně potvrdit či vyvrátit.
Nález z lokality Udabno je významný zejména tím, že se jedná o jeden z posledních dokladů přítomnosti hominidů v Eurasii. Pochází z období, kdy hominidé v Evropě i Asii postupně vymírali, když se nedokázali přizpůsobit změnám podnebí. Udabnopithecus zároveň významně rozšiřuje areál výskytu podčeledi Dryopithecinae.